# 鐮狀真鯊
絲鯊（學名：Carcharhinus falciformis）又名鐮狀真鯊、平滑白眼鮫、黑鯊，為真鯊屬的一種。

## 分佈
絲鯊分佈於全球的熱帶和亞熱帶溫水海洋中（所謂溫水即高於攝氏23度的水），一般出現於大西洋、太平洋和印度洋。在西大西洋，牠們分佈於從麻薩諸塞州到巴西的地區，而在東大西洋，牠們分佈於從西班牙到安哥拉的地區。在印度洋，牠們出現於紅海、馬達加斯加、馬爾地夫、斯里蘭卡和西澳大利亞等的地區。在太平洋，牠們出現於由中國到新西蘭的地區及從下加利福尼亞州到祕魯的地區。

## 深度
絲鯊一般生活在遠洋，但有時亦會在海岸附近出現，尤其是人跡罕至的海島的海岸線。牠們最少也會在水底500米。

## 分類學
最初在1839年，约翰内斯·彼得·米勒（Johannes Peter Müller）和弗里德里希·古斯塔夫·雅各布·亨勒（Friedrich Gustav Jakob Henle）把絲鯊命名為Carcharias (Prionodon) falciformis，而在其他文獻中出現的其他名稱有Squalus或Prionodon tiburo、Gymnorhinus或Gymnorrhinus pharaonis、Aprionodon sitankaiensis、Carcharhinus floridanus、Eulamia malpeloensis及Carcharhinus atrodorsus。

## 外觀

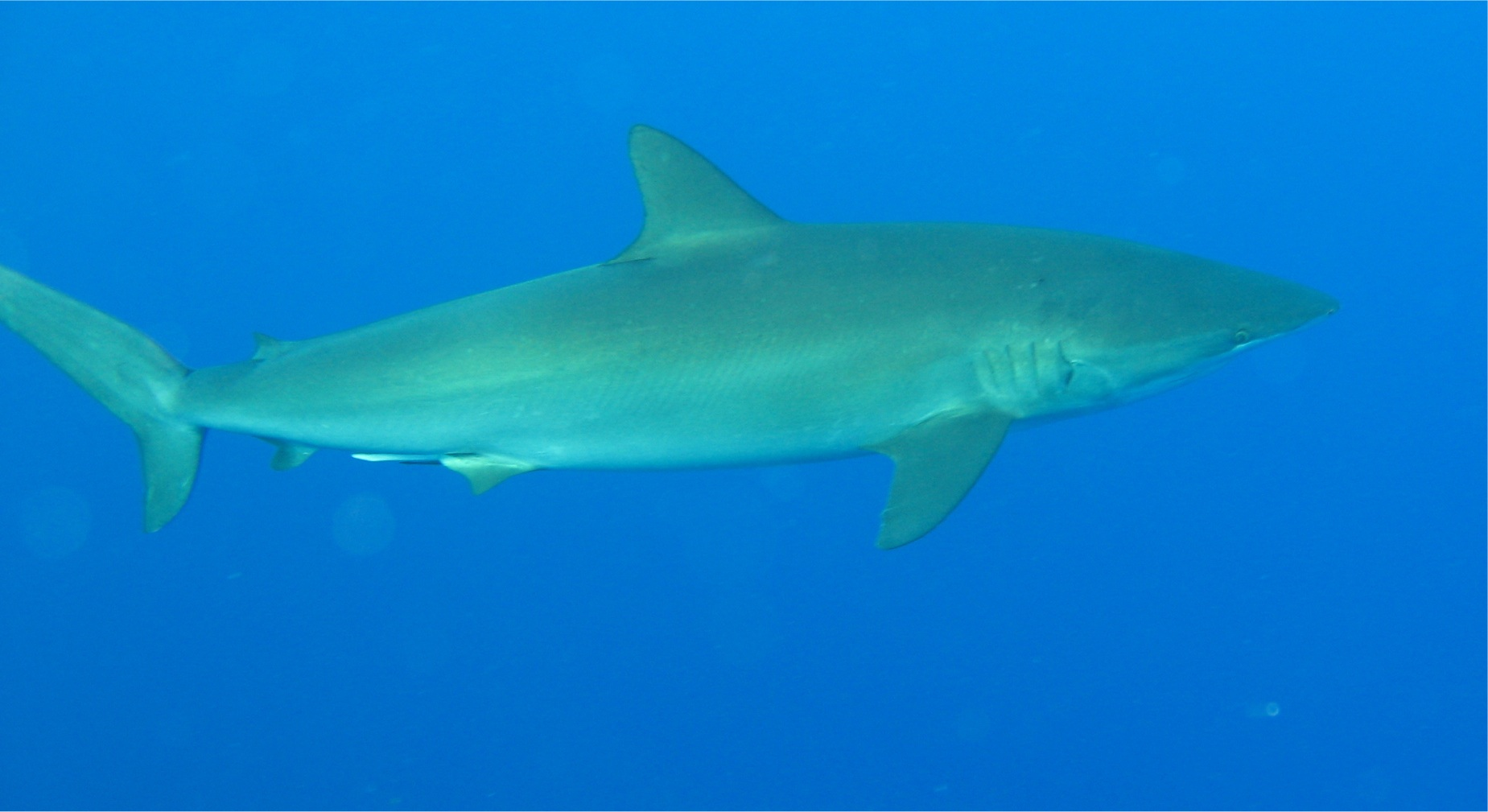
絲鯊

絲鯊為遠洋區數量最豐富的鯊魚之一。絲鯊具有遷徙、洄游的習性，常見於大陸棚邊緣深至50公尺（164英尺）處；魚身流線型。身長普遍可達2.5公尺（8英尺2英寸) ，最大為3.5公尺（11英尺5英寸）。牠們上半為帶有金屬色澤的深青銅灰、下半白色。絲鯊的第一背鰭相對其他鯊魚較為小型、連接背緣曲線，第二背鰭嬌小、帶有背部尖突，胸鰭大型、鐮刀狀。絲鯊的體型龐大，皮膚像絲一般嫩滑。牠們的背部呈棕色或灰色，腹部呈白色，沒有什麼特別的斑駁。牠們的第二個背鰭尖端非常長，約是鰭本身長度的2-2.5倍。

## 行為

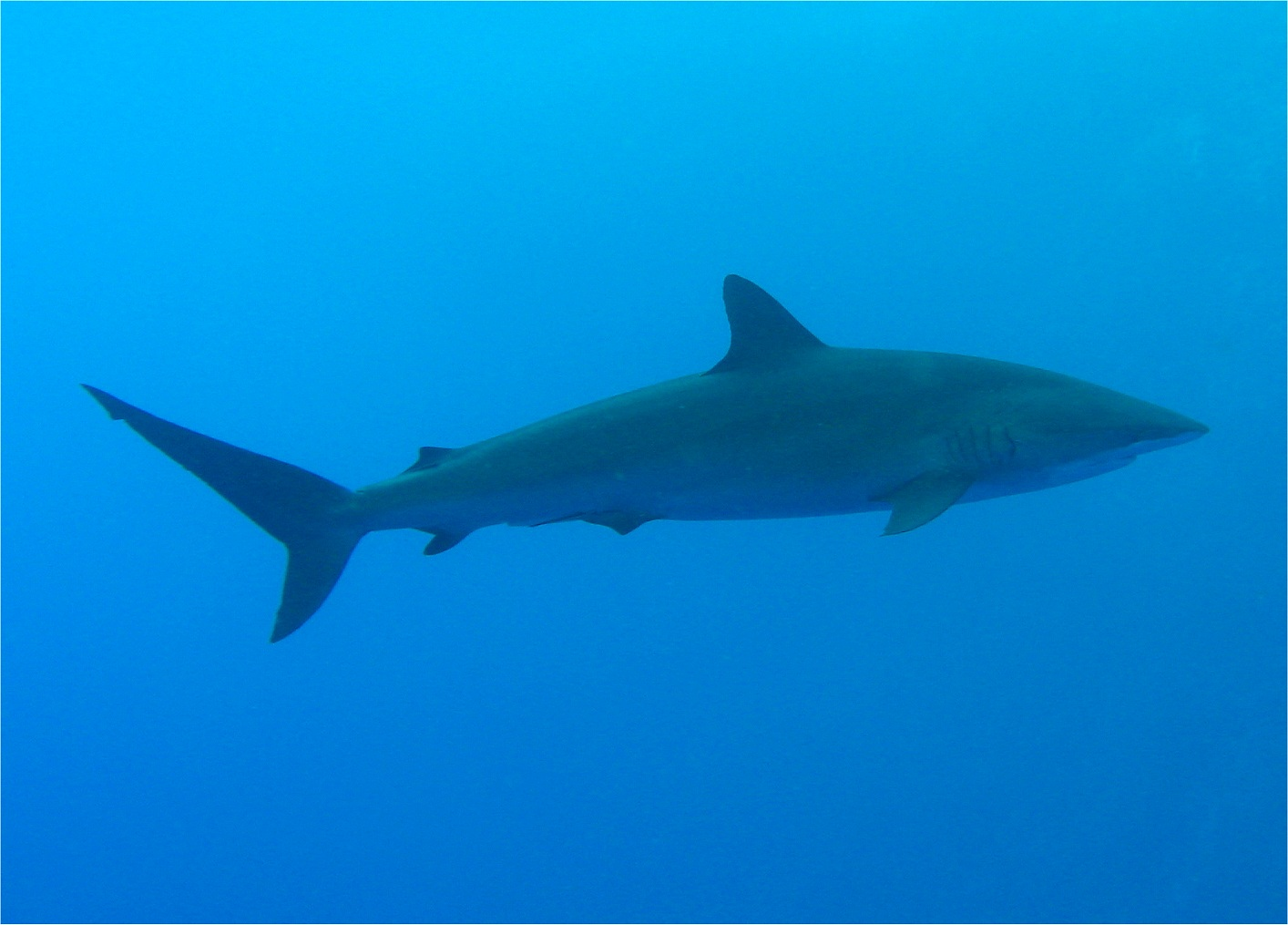
絲鯊

絲鯊比另外兩種大型的遠洋鯊魚大青鯊和遠洋白鰭鯊要來得活躍和具更少侵略性。牠們比大青鯊和遠洋白鰭鯊更接近海岸，但也是屬於遠洋鯊魚，因為接近海岸的絲鯊也不是太常見。
絲鯊並不是常常都對潛水人構成威脅，但若潛水人用魚叉攻擊其他魚而令這些魚流出血來的話，牠們就會聞到這些血味，變得極具攻擊性，因此人們把牠們列為有潛在危險的鯊魚。
絲鯊主要是進食海岸附近或遠洋的多骨魚類，但是牠們也會進食烏賊及遠洋的蟹。
絲鯊是胎生動物，從2到14歲期間，牠們的幼鯊會不斷成長。在出生時，牠們長約80公分。在性成熟後，雌性絲鯊長約2.2米，雄性則長約2米。

## 保育狀況
其被列為《瀕危野生動植物種國際貿易公約》附錄二的物種，被限制出口及貿易。

## 經濟利用
為高經濟價值的食用魚，肉質佳，適合製成各式肉品。魚肝可製成魚油，皮可製成皮革。

## 外部連結
- 絲鯊有關資料 （页面存档备份，存于）